# ورانوف (ناحیه برنو-تسوونتری)
ورانوف (به چکی: Vranov) یک منطقهٔ مسکونی در جمهوری چک است که در ناحیه برنو-تسوونتری واقع شده‌است. ورانوف ۱۲٫۴۱ کیلومتر مربع مساحت و ۷۱۰ نفر جمعیت دارد و ۴۶۵ متر بالاتر از سطح دریا واقع شده‌است.